# Ludwig Weinberger (Lehrer)
Ludwig Weinberger (* 16. März 1911 in Pfaffstätt; † 17. März 1966 in Gledt bei Mettmach) war ein österreichischer Lehrer und Quartärforscher.

## Leben
Ludwig Weinberger begann seine Karriere als Volksschullehrer, unterrichtete später an diversen Hauptschulen Erdkunde und Naturlehre, seit Kriegsende in Aspach im Innviertel.
Er begann früh, seine Heimat abzugehen und zu kartieren. Seine präzise Arbeit erkannte auch die Universität Innsbruck, die ihm bald die Ehrenmitgliedschaft zuerkannte. Zu dieser Zeit war Weinberger schon ausländischen Fachleuten bekannt, unter anderem durch seine Arbeit 100 Jahre Eiszeitforschung in Oberösterreich. Seit dieser Zeit stellte er sich auch als Exkursionsleiter und Vortragender in Lehrerfortbildungsseminaren und Hochschulen zur Verfügung. In engen Kontakt stand er auch mit der Universität von Colorado, wo sein Werk Eiszeit in Österreich auch gedruckt wurde.
Im März 1966 verstarb er sehr früh an mehreren Krankheiten, darunter Hirnschwund in seinem Haus in Gledt.

## Verliehene Titel
- Verleihung des Titels Schulrats (1959)
- Wissenschaftlicher Konsulent der OÖ Landesregierung
- Berufstitel Professor